# Ethiopica bafasy
Ethiopica bafasy là một loài bướm đêm trong họ Noctuidae.